# Panégyrique

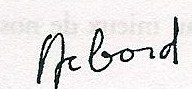

Panégyrique, tome premier et tome second, són dos llibres autobiogràfics del filòsof Guy Debord publicats en francès l'any 1989 per Éditions Gérard Lebovici i el 1997 per Arthème Fayard respectivament.
Ambdós llibres van ser publicats en castellà en un sol volum per l'editorial Aquarela Libros el 1999.
Els manuscrits del tom tercer i els següents toms van ser cremats la nit del 30 de novembre de 1994 seguint així la voluntat de Guy Debord.

## Panegíric, tom primer
Aquest primer volum es compon de set capítols en els quals Guy Debord evoca diferents qüestions a partir de la seva pròpia vida:
- capítol I: la qüestió del llenguatge a través de l'estratègia.
- capítol II: les passions de l'amor a través de la criminalitat.
- capítol III: el pas del temps a través de l'alcoholisme.
- capítol IV: l'atracció dels llocs a través de la seva destrucció.
- capítol V: la inclinació a la subversió a través de la repressió policial que comporta contínuament.
- capítol VI: l'envelliment a través del món de la guerra.
- capítol VII: la decadència a través del desenvolupament econòmic.

A l'Estat francès, Panégyrique, tome premier és reeditat per Éditions Gallimard des de 1993.

## Panegíric, tom segon
El segon volum, publicat de forma pòstuma, està compost per fotografies i cites d'autors diversos que serveixen per a il·lustrar la vida de Guy Debord.